# Yohanes Chiappinelli
Yohanes Chiappinelli (Addis Abeba, 18 agosto 1997) è un siepista, mezzofondista e maratoneta italiano di origine etiope.
In carriera ha vinto nei 3000 metri siepi una medaglia di bronzo agli Europei di Berlino 2018, nonché la medaglia d'oro agli Europei juniores di Eskilstuna 2015 e agli Europei under 23 di Bydgoszcz 2017.
È l'attuale primatista italiano della maratona.

## Biografia
Nato nel 1997 in Etiopia ad Addis Abeba, è stato adottato nel 2004 all'età di 7 anni dai genitori senesi Chiappinelli, entrambi professori di matematica all'Università di Siena.
Dopo aver praticato nuoto e basket, ha iniziato con l'atletica nel 2008 (categoria Esordienti). Tutto è iniziato per gioco perché in quegli anni faceva un'attività estiva al campo scuola di Siena e gli istruttori gli avevano detto più volte di andare a provare l'atletica, della quale sapeva poco o niente; in seguito sin dalla categoria Cadetti inizia ad essere allenato da Maurizio Cito. Durante la categoria ragazzi è riuscito a lanciare il vortex alla misura di 74,54 m, che gli è valso il record italiano di categoria.
Assente ai campionati italiani cadetti di corsa campestre nel 2011, poi ai nazionali di categoria vince la sua prima medaglia ai campionati italiani giovanili col bronzo sui 2000 m.
2012, primo titolo italiano giovanile con la vittoria dei nazionali cadetti di corsa campestre.

Il 6 ottobre del 2012 diventa campione italiano cadetti nei 2000 m, stabilendo nell'occasione il nuovo record nazionale di categoria.
Tre titoli italiani allievi nel biennio 2013-2014: 3000 m (2013) e corsa campestre-2000 m siepi (2014); vicecampione nella corsa campestre e quarto posto sui 1500 m (2013), diciottesimo nella staffetta di corsa campestre (2014).
2013, partecipa ai Mondiali juniores di corsa campestre in Polonia a Bydgoszcz: quarantaquattresimo posto individuale e sesto nella classifica a squadre.

Decimo classificato sui 3000 m ai Mondiali allievi di Donec'k (Ucraina).
Il 27 luglio del 2014 arrivando sesto in finale sui 3000 m siepi ai Mondiali juniores di Eugene (U.S.A.), stabilisce il nuovo record italiano allievi essendo al secondo anno di categoria;
gareggia anche agli Europei juniores di corsa campestre in Bulgaria a Samokov giungendo quinto nella prova individuale e laureandosi campione continentale nella classifica a squadre juniores.
Campione continentale nel 2015 sui 3000 m siepi agli Europei juniores di Eskilstuna in Svezia;
partecipa anche ai Mondiali juniores di corsa campestre svoltisi in Cina a Guiyang: trentatreesimo nell'individuale ed ottavo nella classifica a squadre.
Agli Europei juniores di corsa campestre di Hyères (Francia) arrivando ventesimo nella prova individuale e vincendo la medaglia d'argento nella classifica a squadre juniores.
Ai campionati italiani è stato campione juniores sui 3000 m siepi, medaglia d'argento agli juniores di corsa campestre sia nella prova individuale che in quella di staffetta.
Inoltre ha corso anche la finale dei 3000 m agli assoluti indoor di Padova terminando al nono posto.
Nel dicembre del 2015 è stato arruolato nei Carabinieri.
Nel luglio del 2017 ottiene agli Europei under 23 di atletica leggera, svoltisi a Bydgoszcz, la medaglia d'oro nei 3000 siepi.
Vince la medaglia di bronzo nella stessa specialità agli Europei assoluti di Berlino nel 2018.

## Record nazionali
Seniores
- Maratona: 2h05'24" ( Valencia, 1º dicembre 2024)

Juniores (under 20)
- 3000 metri siepi: 8'32"66 ( Bydgoszcz, 24 luglio 2016)

Allievi (under 18)
- 3000 metri siepi: 8'43"18 ( Eugene, 27 luglio 2014)[8]

## Progressione

### 1500 metri piani
| Stagione | Tempo   | Luogo            | Data      | Rank. Mond. |
| -------- | ------- | ---------------- | --------- | ----------- |
| 2015     | 3'48"82 | Roma             | 4-6-2015  |             |
| 2014     | 3'57"62 | Sesto Fiorentino | 14-6-2014 |             |
| 2013     | 3'57"27 | Modena           | 7-9-2013  |             |

### 3000 metri piani
| Stagione | Tempo   | Luogo          | Data      | Rank. Mond. |
| -------- | ------- | -------------- | --------- | ----------- |
| 2015     | 8'20"86 | Rio de Janeiro | 8-8-2015  |             |
| 2013     | 8'19"97 | Chiasso        | 24-8-2013 |             |

### 3000 metri siepi
| Stagione | Tempo   | Luogo  | Data      | Rank. Mond. |
| -------- | ------- | ------ | --------- | ----------- |
| 2017     | 8'27"34 | Roma   | 8-6-2017  |             |
| 2015     | 8'39"12 | Rieti  | 12-6-2015 |             |
| 2014     | 8'43"18 | Eugene | 27-7-2014 |             |

## Palmarès
| Anno | Manifestazione           | Sede                | Evento         | Risultato | Prestazione | Note                                     |
| ---- | ------------------------ | ------------------- | -------------- | --------- | ----------- | ---------------------------------------- |
| 2013 | Mondiali di cross        | Bydgoszcz           | Gara U20       | 44º       | 23'33       | [ 9 ]                                    |
| 2013 | Mondiali di cross        | Bydgoszcz           | A squadre      | 6º        | 164 pt      | [ 10 ]                                   |
| 2013 | Mondiali U18             | Donec'k             | 3000 m piani   | 10º       | 8'27"76     | [ 11 ]                                   |
| 2014 | Mondiali U20             | Eugene              | 3000 m siepi   | 6º        | 8'43"18     | [ 12 ]                                   |
| 2014 | Europei di cross         | Samokov             | Gara U20       | 5º        | 20'33       | [ 12 ]                                   |
| 2014 | Europei di cross         | Samokov             | A squadre      | Oro       | 18 pt       | [ 13 ]                                   |
| 2015 | Mondiali di cross        | Guiyang             | Gara U20       | 33º       | 25'44"00    | [ 14 ]                                   |
| 2015 | Mondiali di cross        | Guiyang             | A squadre      | 8º        | 176 pt      | [ 15 ]                                   |
| 2015 | Europei U20              | Eskilstuna          | 3000 m siepi   | Oro       | 8'47"58     | [ 14 ]                                   |
| 2015 | Europei di cross         | Hyères              | Individuale    | 20º       | 18'12       | [ 14 ]                                   |
| 2015 | Europei di cross         | Hyères              | A squadre      | Argento   | 29 pt       | [ 16 ]                                   |
| 2016 | Mondiali U20             | Bydgoszcz           | 3000 m siepi   | 5º        | 8'32"66     | Miglior prestazione nazionale under 20   |
| 2017 | Europei U23              | Bydgoszcz           | 3000 m siepi   | Oro       | 8'34"33     |                                          |
| 2017 | Mondiali                 | Londra              | 3000 m siepi   | Batteria  | 8'36"48     |                                          |
| 2018 | Giochi del Mediterraneo  | Tarragona           | 3000 m siepi   | Bronzo    | 8'32"06     |                                          |
| 2018 | Europei                  | Berlino             | 3000 m siepi   | Bronzo    | 8'35"81     |                                          |
| 2019 | Mondiali                 | Doha                | 3000 m siepi   | Batteria  | 8'24"73     |                                          |
| 2022 | Europei di cross         | Venaria Reale       | Corsa seniores | 8º        | 30'03"      |                                          |
| 2022 | Europei di cross         | Venaria Reale       | A squadre      | Argento   | 25 p.       |                                          |
| 2023 | Mondiali                 | Budapest            | Maratona       | 11º       | 2h11'12"    |                                          |
| 2023 | Mondiali corsa su strada | Riga                | Mezza maratona | 29º       | 1h01'37"    |                                          |
| 2024 | Europei                  | Roma                | Mezza maratona | 10º       | 1h01'42"    | Miglior prestazione personale stagionale |
| 2024 | Europei                  | Roma                | A squadre      | Oro       | 3h03'33"    |                                          |
| 2025 | Europei su strada        | Bruxelles e Lovanio | A squadre      | Bronzo    | 3h08'42"    |                                          |

## Campionati nazionali
- 1 volta campione juniores sui 3000 m siepi (2015)
- 1 volta campione allievi sui 2000 m siepi (2014)
- 1 volta campione allievi di corsa campestre (2014)
- 1 volta campione allievi nei 3000 m (2013)
- 1 volta campione cadetti nei 2000 m (2012)
- 1 volta campione cadetti di corsa campestre (2012)

2011
- Bronzo ai campionati italiani cadetti e cadette (Jesolo), 2000 m piani - 5'44"27[17]

2012
- Oro ai campionati italiani cadetti e cadette di corsa campestre (Correggio), 2,500 km - 7'57"[18]
- Oro ai campionati italiani cadetti e cadette (Jesolo), 2000 m piani - 5'29"15[19]

2013
- Argento ai campionati italiani di corsa campestre (Abbadia di Fiastra), 5 km - 15'38" (allievi)[20]
- 4º ai campionati italiani allievi e allievi (Jesolo), 1500 m piani - 4'00"13[21]
- Oro ai campionati italiani allievi e allievi (Jesolo), 3000 m piani - 8'36"47[22]

2014
- Oro ai campionati italiani di corsa campestre (Nove-Marostica), 5 km - 16'02" (allievi)[23]
- 18º ai campionati italiani di corsa campestre (Nove-Marostica), 2+3+4+4 km - 45'46"[24]
- Oro ai campionati italiani allievi e allieve (Rieti), 2000 m siepi - 5'46"20[25]

2015
- Argento ai campionati italiani di corsa campestre (Fiuggi), 8 km - 25'25" (juniores)[26]
- Argento ai campionati italiani di corsa campestre (Fiuggi), 2+2+3+3 km - 29'59"[27]
- 9º ai campionati italiani assoluti indoor (Padova), 3000 m piani - 8'23"36[28]
- Oro ai campionati italiani juniores e promesse, (Rieti) 3000 m siepi - 8'39"12[29]

2018
- Oro ai campionati italiani di corsa campestre - 30'52"

2019
- Bronzo ai campionati italiani assoluti, 3000 m siepi - 8'41"73

2021
- Argento ai campionati italiani assoluti, 3000 m siepi - 8'25"32
- Argento ai campionati italiani di corsa campestre - 30'57"
- Argento ai campionati italiani, 10 km su strada - 28'33"

2022
- Oro ai campionati italiani di maratonina - 1h00'45"
- 4º ai campionati italiani assoluti, 10000 m piani - 28'51"72
- Argento ai campionati italiani di corsa campestre - 30'27"

2024
- Argento ai campionati italiani di 10 km su strada - 28'15"

## Altre competizioni internazionali
2016
- 12º al Giro al Sas ( Trento) - 30'15"

2017
- 11º al Giro al Sas ( Trento) - 30'24"
- 15º al Golden Gala ( Roma), 3000 siepi - 8'27"34

2018
- Bronzo in Coppa continentale ( Ostrava), 3000 m siepi - 8'32"89
- 15º al Golden Gala ( Roma), 3000 siepi - 8'28"10

2019
- 13º alla BOclassic ( Bolzano) - 30'14"
- Oro alla Venicemarathon 10K ( Venezia), 10,8 km - 33'32"
- 15º all'Herculis ( Monaco), 3000 siepi - 8'26"93
- 14º al Golden Gala ( Roma), 3000 m siepi - 8'24"26

2020
- 8º al Campaccio ( San Giorgio su Legnano) - 29'50"

2021
- 8º alla San Silvestre Vallecana ( Madrid) - 28'29"
- 12º al Golden Gala ( Firenze), 3000 siepi - 8'27"86
- 7º alla Cinque Mulini ( San Vittore Olona) - 30'03"
- 7º al Campaccio ( San Giorgio su Legnano) - 30'40"

2022
- 21º alla Mezza maratona di Copenagnen ( Copenaghen) - 1h01'14"
- 7º al Campaccio ( San Giorgio su Legnano) - 29'21"

2023
- 23º alla Maratona di Siviglia ( Siviglia) - 2h09'46"
- 9º alla Zevenheuvelenloop ( Nimega), 15 km - 44'14"
- 37º alla 10K Valencia Ibercaja ( Valencia) - 28'49"
- 7º al Campaccio ( San Giorgio su Legnano) - 29'18"

2024
- 13º alla Maratona di Valencia ( Valencia) - 2h05'24"
- 13º alla Mezza maratona di Valencia ( Valencia) - 1h00'50"

2025
- 15º in Coppa Europa dei 10000 metri ( Pacé) - 28'32"67